# Ferrassières
Ferrassières ist ein Ort und eine französische Gemeinde mit 123 Einwohnern (Stand 1. Januar 2022) im Département Drôme in der Region Auvergne-Rhône-Alpes (vor 2016 Rhône-Alpes). Sie gehört zum Arrondissement Nyons und zum Kanton Nyons et Baronnies.

## Lage
Ferrassières, die südlichste Gemeinde des Départements Drôme, liegt etwa 45 Kilometer ostnordöstlich von Avignon an der Grenze zu den Départements Gard und Alpes-de-Haute-Provence. Umgeben wird Ferrassières von den Nachbargemeinden Barret-de-Lioure im Norden und Nordosten, Revest-du-Bion im Osten und Südosten, Saint-Trinit im Süden, Aurel im Westen sowie Montbrun-les-Bains im Nordwesten.

## Bevölkerungsentwicklung
| Jahr                       | 1962 | 1968 | 1975 | 1982 | 1990 | 1999 | 2006 | 2019 |
| -------------------------- | ---- | ---- | ---- | ---- | ---- | ---- | ---- | ---- |
| Einwohner                  | 118  | 109  | 118  | 124  | 106  | 113  | 118  | 124  |
| Quellen: Cassini und INSEE |      |      |      |      |      |      |      |      |

## Sehenswürdigkeiten

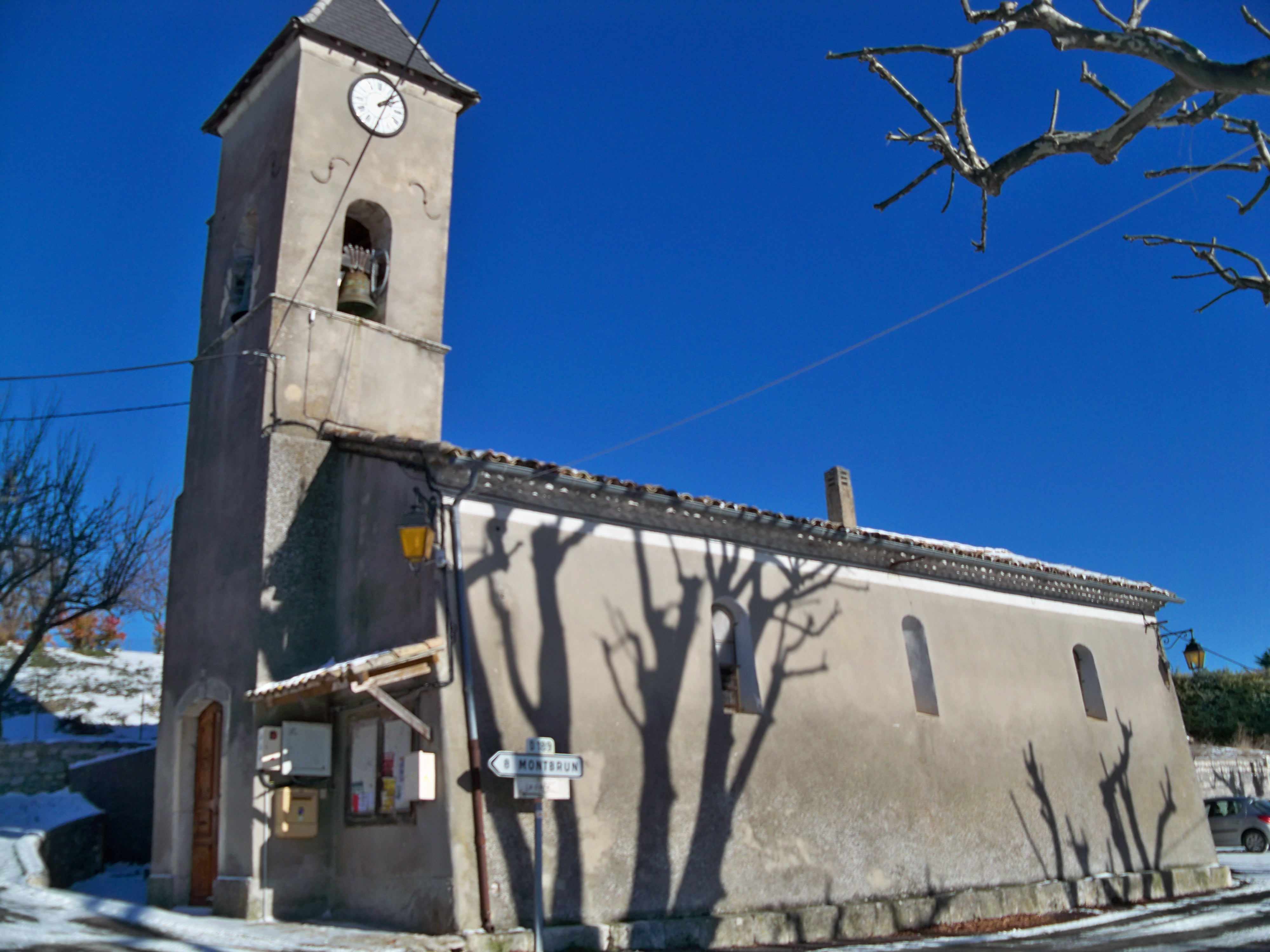
Kirche Saint-Julien-de-Brioude
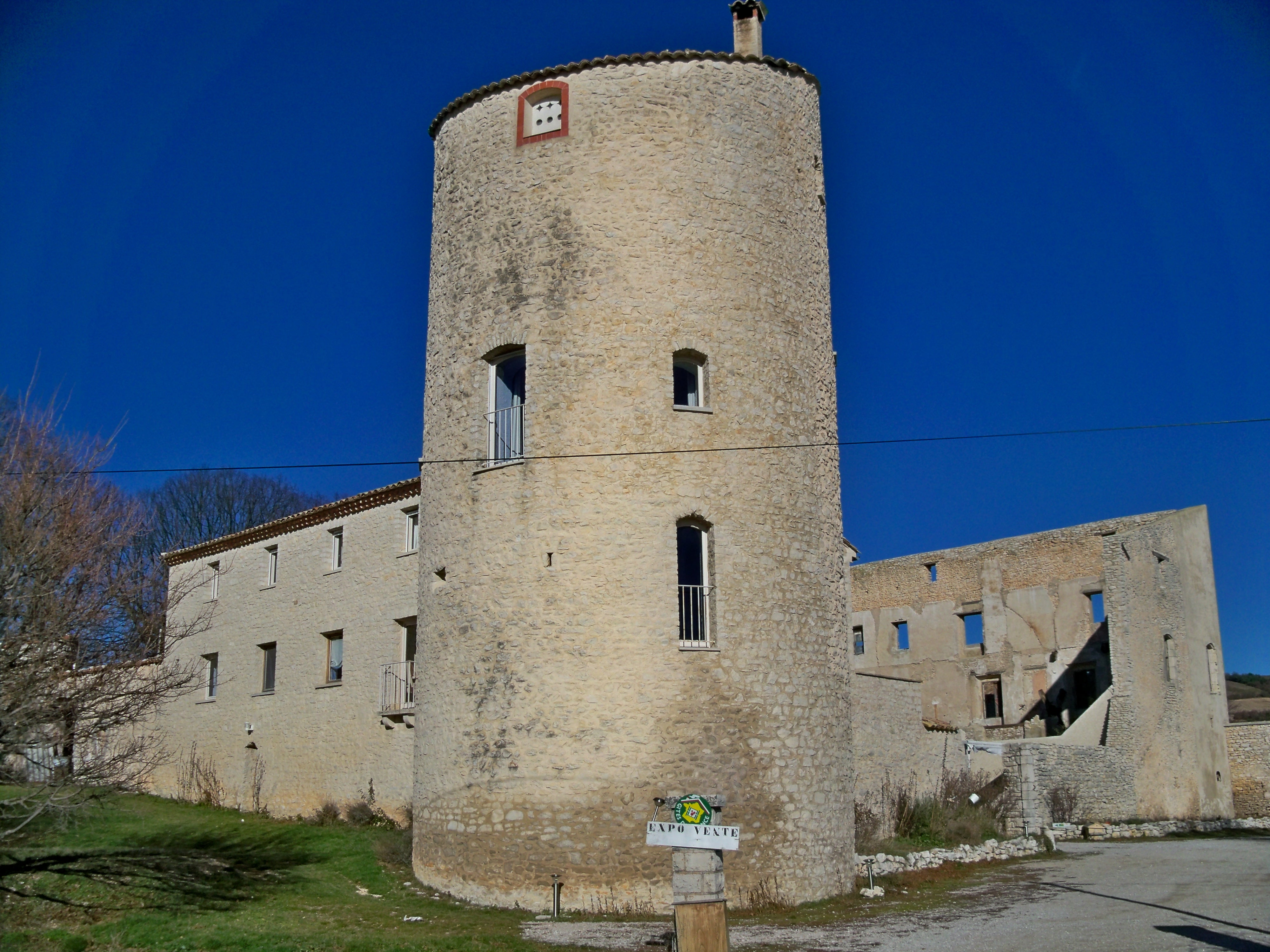
Burg La Gabelle
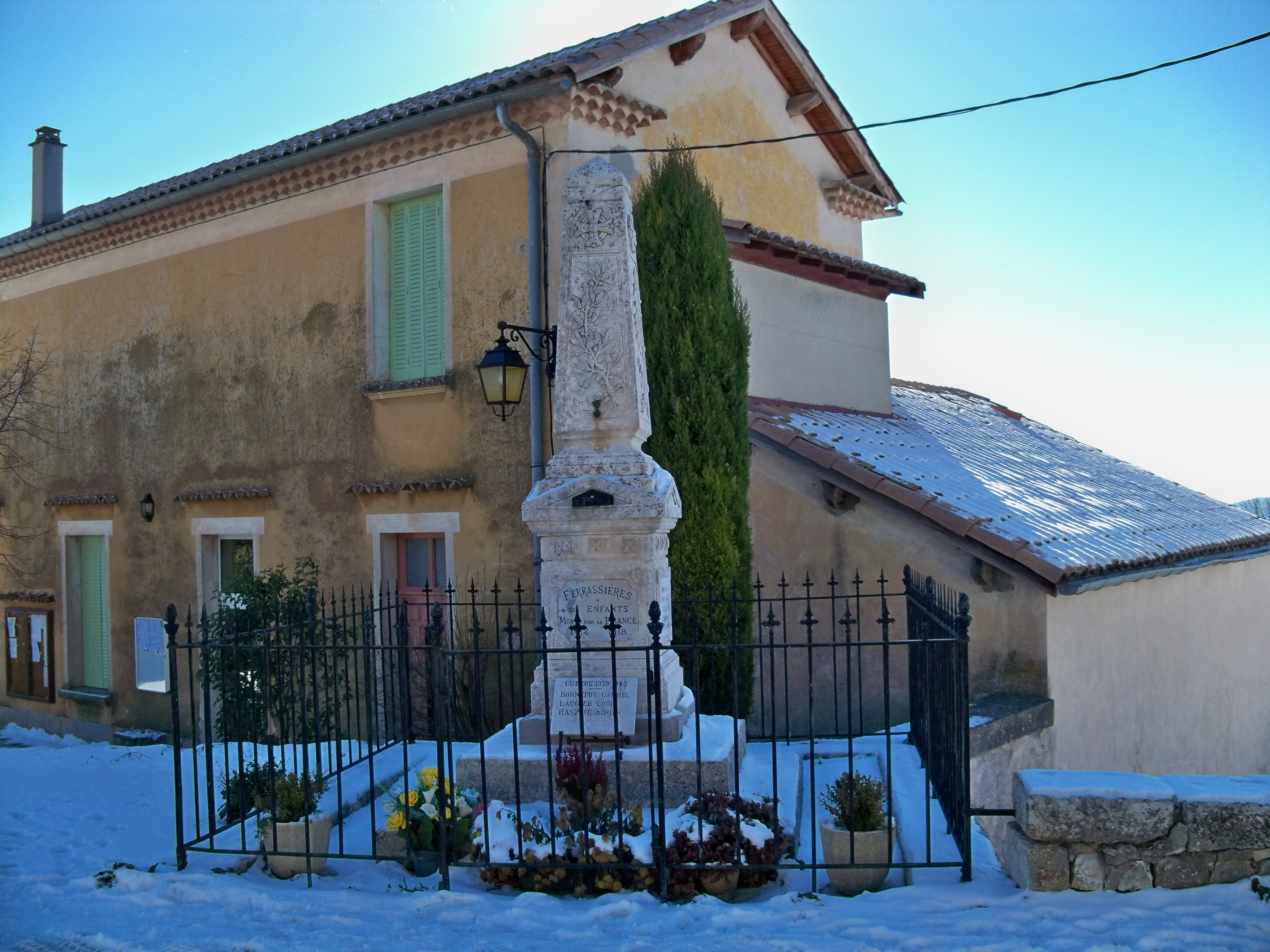
Gefallenendenkmal
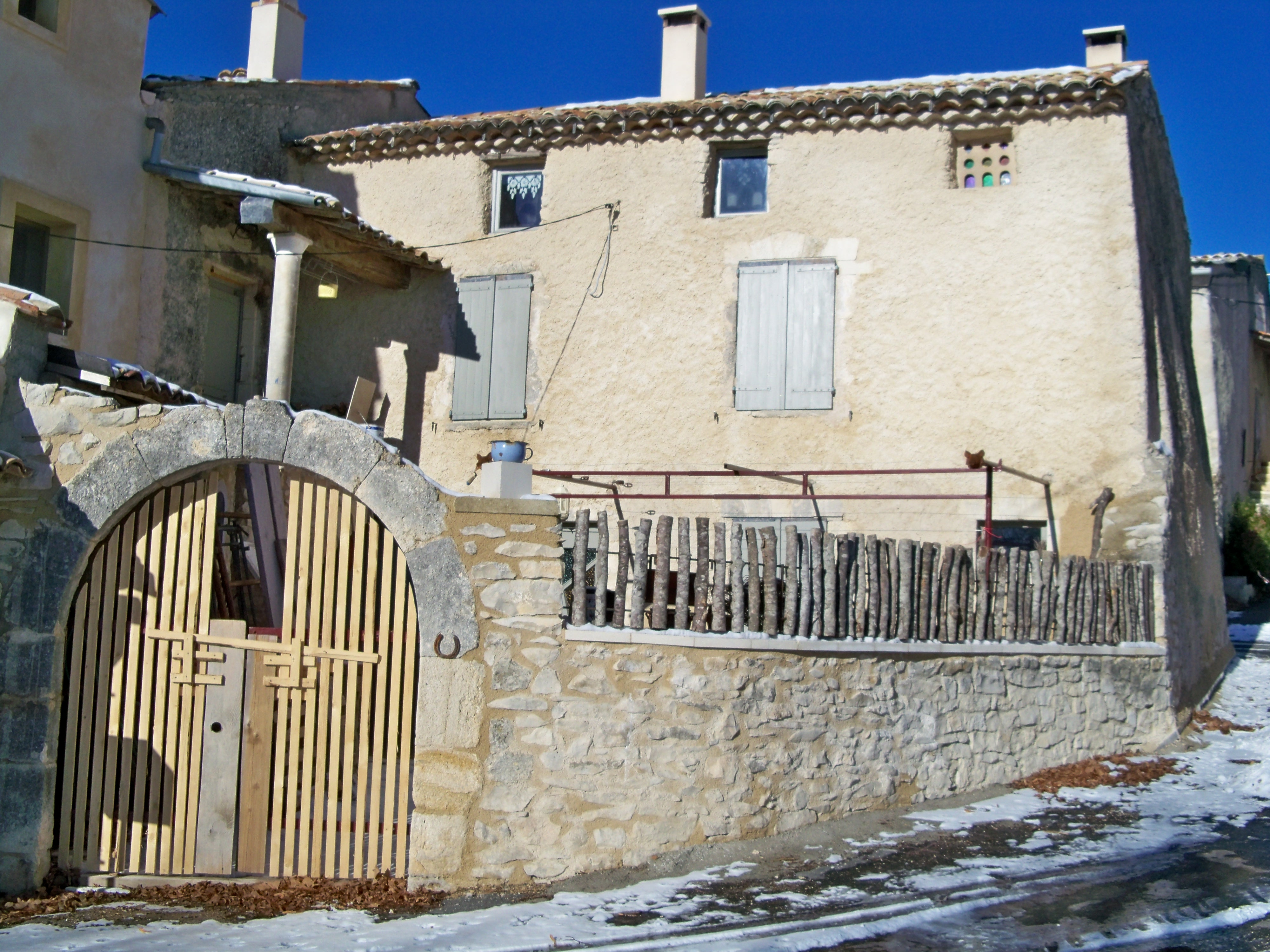
Haus mit ehemaligem Taubenschlag

- Kirche Saint-Julien-de-Brioude
- Burg La Gabelle
- Gefallenendenkmal
- Haus mit ehemaligem Taubenschlag